# Bergklippsmyg
Bergklippsmyg (Xenicus gilviventris) är en av endast två numera levande fågelart i den nyzeeländska tättingfamiljen klippsmygar.

## Utseende och läten
Bergklippsmygen är en mycket liten (10 cm) bergslevande fågel med rundade vingar, mycket kort stjärt, tunn näbb och långa ben och tår. Den har en ovanlig vana att frenetiskt gunga upp och ner.
Hanen är matt grön ovan och gråbrun under med gula flanker. Honan är mer olivbrun i färgerna. Båda könen har ett ljust ögonbrynsstreck. Lätet består av tre toner där den första betonas.

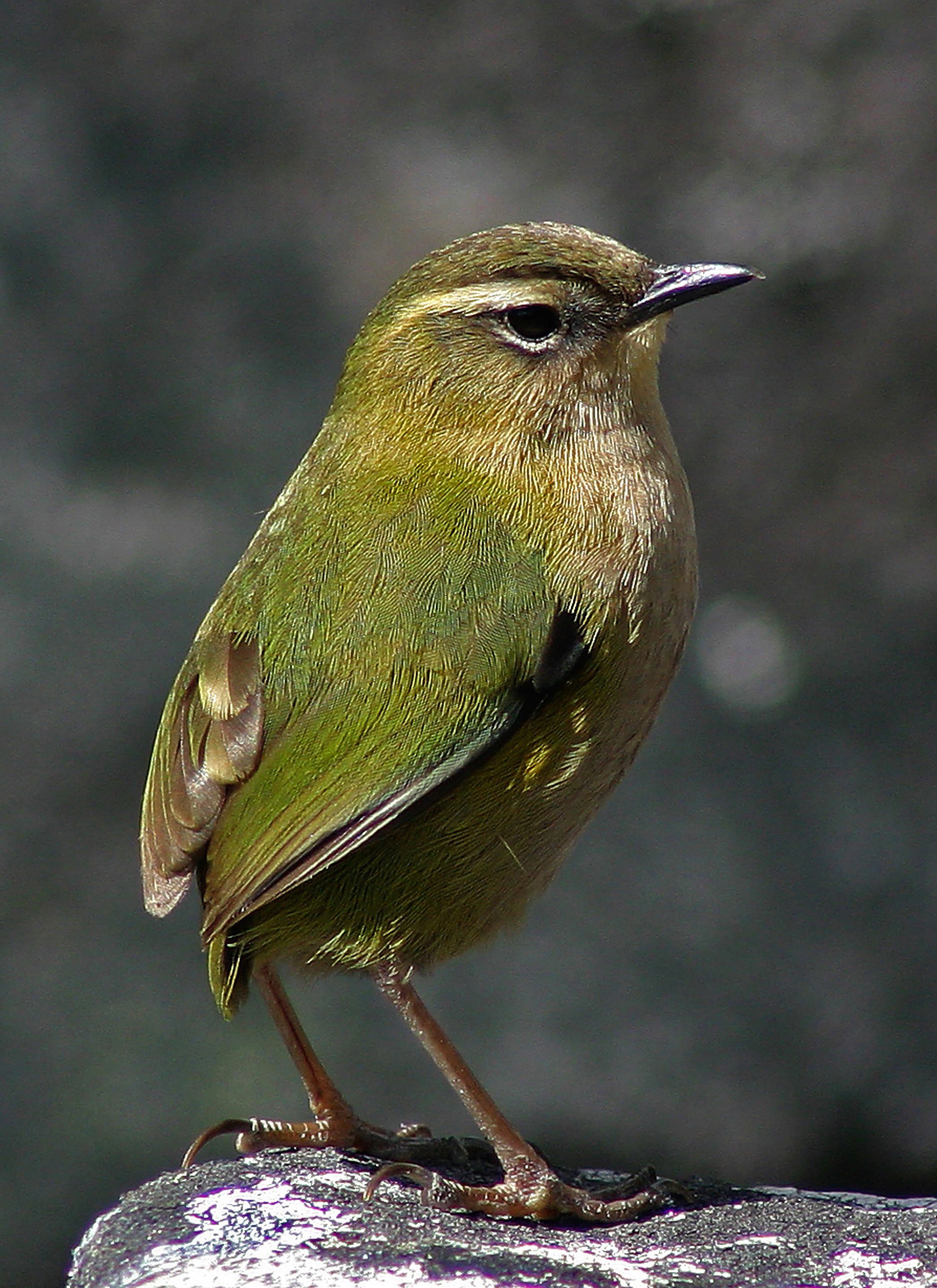

## Utbredning och systematik
Bergklippsmygen förekommer i höga berg på Sydön i Nya Zeeland. Den behandlas som monotypisk, det vill säga att den inte delas in i några underarter. 

## Levnadssätt
Bergklippsmygen hittas i högbelägna områden ovan trädgräsen, mestadels mellan 1200 och 2400 meters höjd. Den bebor klippiga sluttningar, talusbranter och glaciärmorän, oftast klädda med alpina lågväxta buskar. Boet placeras nära vegetation bland lösa klippblock eller avsatser. Fågeln är insektslevande, men kan också inta frukt och frön.

## Status
Bergklippsmygen har en liten och fragmenterad population. Den tros också minska i antal på grund av kraftig bopredation. Internationella naturvårdsunionen IUCN kategoriserar den därför som starkt hotad. Världspopulationen uppskattas till endast 5000 vuxna individer.

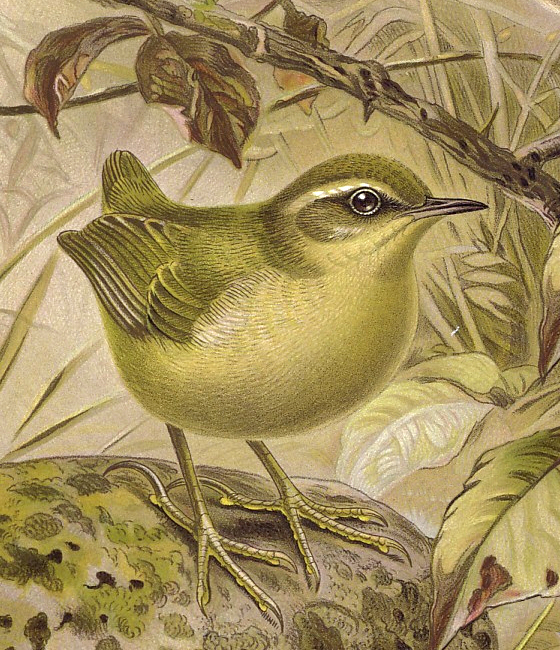
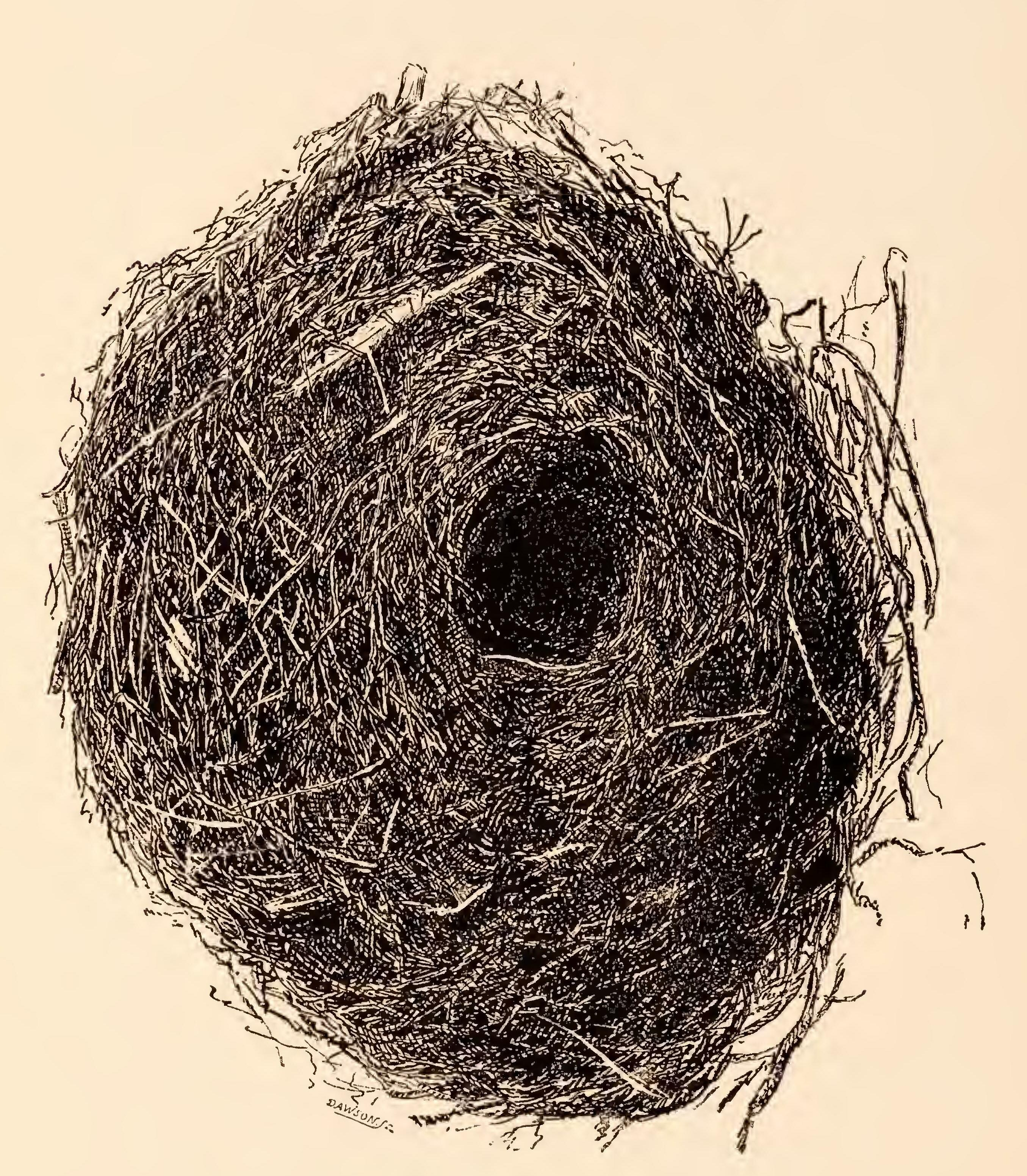